# Faradays Kerze
Faradays Kerze ist ein Lehrstück der Lehrkunstdidaktik. Angeregt durch Martin Wagenschein wurde es ab Mitte der 1980er Jahre entwickelt und ist an Michael Faradays Weihnachtsvorlesung Lectures on the Chemical History of a Candle (Naturgeschichte einer Kerze) von 1860 angelehnt. Es behandelt in genetischer Weise die physikalischen und chemischen Prozesse in einer Kerze und führt überdies in Grundlagen der Biologie ein, insbesondere der Ökologie.
Faradays Kerze ist nicht nur eines der ältesten, sondern auch das am häufigsten inszenierte Lehrstück der Lehrkunstdidaktik überhaupt; es ist insbesondere auch außerhalb der »Inneren Kreise« der Lehrkunst verbreitet. Es war wesentlicher Gegenstand in drei Dissertationen bei Hans Christoph Berg, die alle vom großen Bildungsdidaktiker Wolfgang Klafki zweitbetreut wurden, darunter die letzte Betreuung durch Klafki überhaupt. Zwei der drei Dissertationen führten zu Professuren, die dritte war initial für eine große Verbreitung des Stücks in Waldorfschulen.

## Faradays Vorlage und Wagenscheins Exempel

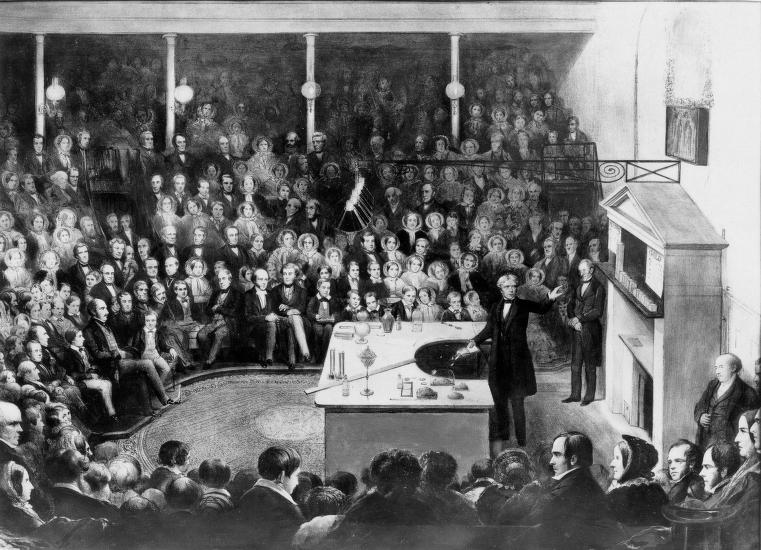
Lithografie von Alexander Blaikley (1816–1903), die Michael Faraday am 27. Dezember 1855 bei einer seiner Weihnachtsvorlesungen zeigt, an der auch Prinz Albert und Prinz Alfred teilnahmen.

Michael Faraday, bekannt durch seine signifikanten Erkenntnisse auf dem Gebiet der Elektrostatik, war bereits in jungen Jahren ein führender Forscher auf dem Gebiet der analytischen Chemie gewesen. Didaktisch war er stark von Isaac Watts’ Grundsätzen geprägt, dessen Werk The Improvement of the Mind von 1741 er studiert hatte. Watts hatte der Beobachtung, die alle Sinne einschließen solle, einen besonderen Rang zugesprochen. Der Lehrende sollte überdies nicht ausschließlich dozierend vortragen und insbesondere in der Unterweisung alle Gedanken- und praktischen Experimente, die ihn zur Erkenntnis geführt haben, vorführen und dem Lernenden Zeit zur „Meditation“ lassen.
Nachdem Faraday bereits seit dem Jahr 1827 regelmäßig von der Royal Institution veranstaltete Weihnachtsvorlesungen gehalten hatte,
hielt er zum Jahreswechsel 1848/1849 die erste Vorlesung mit dem Titel Lectures on the Chemical History of a Candle (Naturgeschichte einer Kerze), zu der, herausgegeben von Charles Dickens, bereits im folgenden Jahr ein Aufsatz publiziert wurde. In voller Gänze sollte jedoch erst die Weihnachtsvorlesung 1860/1861 veröffentlicht werden. Dieses Buch wurde auch ins Deutsche übersetzt und wurde zu einem sehr verbreiteten Standardwerk.
Martin Wagenschein erwies sich als Bewunderer dieser Vorlesung, wie seine Worte aus Die Pädagogische Dimension der Physik. (1962) belegen:

„Bei Michael Faradays Naturgeschichte einer Kerze strahlen die physikalischen (und auch chemischen) Erfahrungen aus von einem einzigen Ding. Noch dazu ist dieses Ding eine Kerze:
Sie zieht die Blicke an, sie macht die Augen rund und sammelt die Köpfe um sich, sie erregt das Nachdenken in ihnen auf eine eigentümliche sanfte Weise und beschenkt uns mit Verbindungen zur ganzen Physik (des Vordergrundes). Faradays Kerze sollte jeder Lehrer kennen!“

Wagenschein klammert in seiner Betrachtung im Buch die Chemie völlig aus und stellt die Physik in den Vordergrund, vom Handwerk des Kerzenziehens über die Aggregatszustände und die Wärmelehre bis hin zur Optik. Im Jahr 1979 zitiert er im Nordbayerischen Kurier:

„Nach dem Brief einer Mutter (promovierte Chemikerin): Die Jüngste (10) erinnert sich, dass man eine Kerze, gerade ausgeblasen, wieder anzünden könne, ohne mit dem Streichholz den Docht zu berühren. Die grossen Schwestern (13 und 14) bestätigen: das käme eben daher, dass es in der Nähe der Kerze noch so warm sei. Die Kleine – anders – wollte nochmal überprüfen und beobachtet, aus welcher Entfernung man die Kerze wieder zünden könne. Dann erklärt sie ganz plötzlich und bestimmt: „Jetzt weiß ich‘s: Es ist der Nebel über der ausgelöschten Kerze, der wieder anfängt zu brennen!“ Die Großen, verblüfft, geben es zu. - Die Kleine fand allein zum völlig richtigen naturwissenschaftlich-methodischen Verfahren. Die Großen, die fabelhafte physikalische Gesetze und hochtrabende Definitionen im Heft hatten, waren ratlos; nicht gewöhnt, durch Probleme zu Lösungsverfahren angeregt zu werden.“

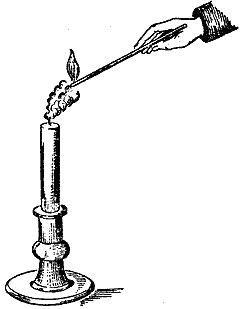
Der „Flammensprung“ in Faradays Buch

Der hier behandelte „Flammensprung“ sollte auch im Lehrstück eine zentrale Rolle einnehmen; allerdings gibt es keinen plausiblen Grund, die bei Faraday im Vordergrund stehende Chemie auszuklammern. Fest dürfte indes stehen, dass sich ein Lehrstück zum Thema schwerlich eng an Faradays Rahmen halten könnte, da dieser nur eingeschränkt genetisch durchführbar ist. So hatte Faraday etwa 100 Experimente in nur 6 Stunden vorgeführt – was einem Experiment pro dreieinhalb Minuten (!) entspricht! . Auch im Sinne von Isaac Watts wäre der Inhalt von Faradays Vorlesungen also zu straffen. 
Faraday hatte auch den Luftdruck zum Thema seiner Vorlesung gemacht und insbesondere die Magdeburger Halbkugeln vorgeführt. Dieses Gebiet wird innerhalb der Lehrkunst im Lehrstück Pascals Barometer behandelt und lenkt auch etwas vom Fokus der Kerze ab.

## Entwicklung des Lehrstücks
Eine der ersten Inszenierungen des Lehrstücks war die von Hartmut Klein, die bereits 1986 dokumentiert wurde. Einen Lehrstückbericht über seine Inszenierung in einer 7. Klasse der Stiftsschule St. Johann zu Amöneburg publizierte er im Jahr 1990. In jenem Jahr hielt auch Ortwin Johannsen eine Gastepoche in einer 9. Klasse an der traditionsreichen Ecole d’Humanité im schweizerischen Goldern (Gemeinde Hasliberg) ab, zu dem er auch einen Lehrstückbericht verfasste, der indes eine graue Publikation bleiben sollte. 1993 folgte ein Bericht Ueli Aeschlimanns über die Inszenierung in der 4. Klasse einer Volksschule nahe Bern; im Jahr 1994 erhielt Aeschlimann den Wagenschein-Preis.

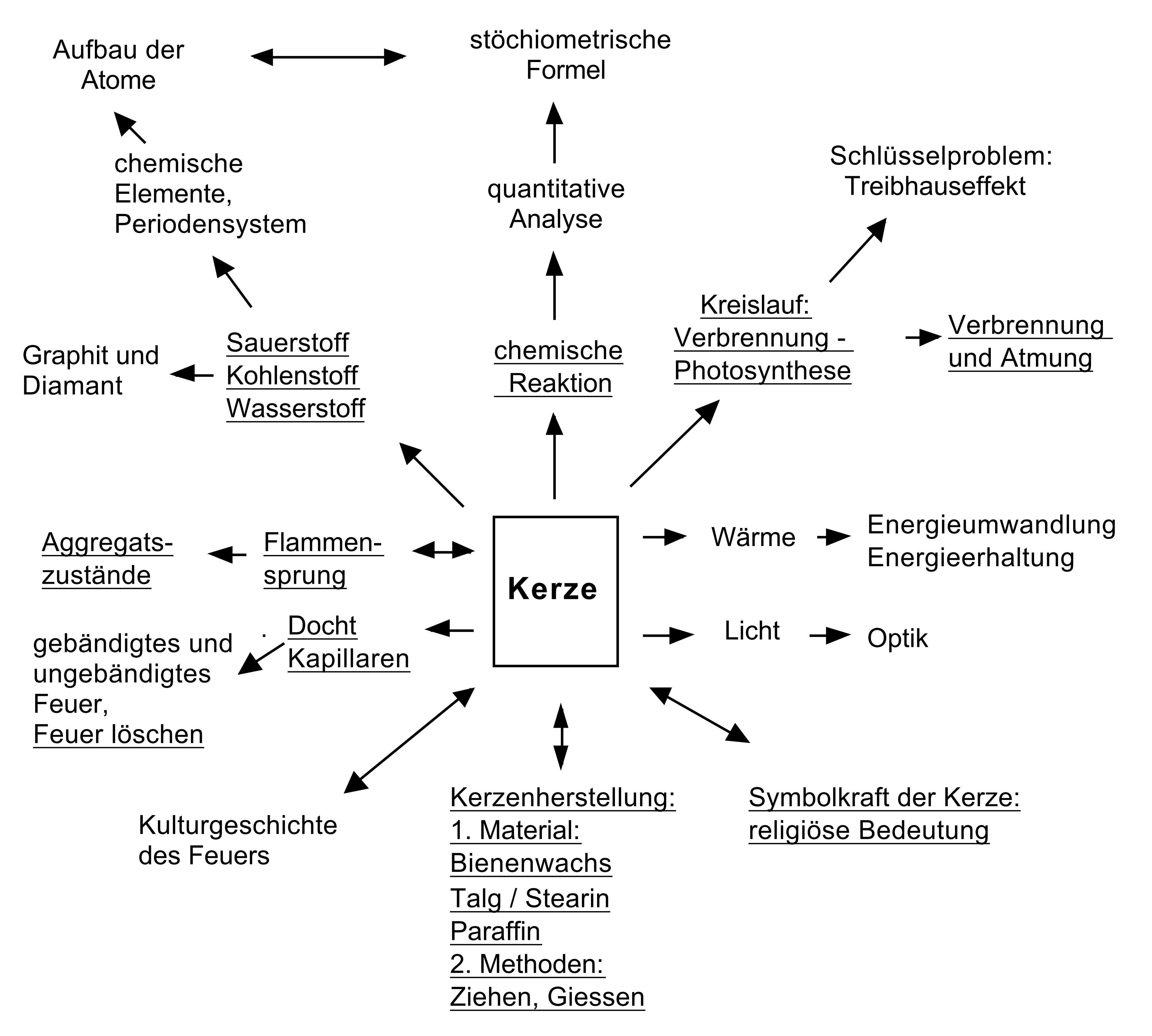
Thematische Landkarte zum Lehrstück (Ueli Aeschlimann)

Im Jahr 1995 erschien das von Hans Christoph Berg und Theodor Schulze herausgegebene Hauptwerk Lehrkunst. Lehrbuch der Didaktik., in dem Eberhard Theophel einen Lehrstückbericht in einer 9. Klasse der Kestner-Gesamtschule in Wetzlar aus dem Jahr 1992 liefert. Aeschlimann, der im Buch (nicht im betreffenden Kapitel) als Mitautor genannt ist, entschloss sich zu dieser Zeit, eine zweite Dissertation, neben seiner bereits 1982 abgeschlossenen in Physik, bei Hans Christoph Berg anzulegen, für die Wolfgang Klafki als Zweitgutachter gewonnen werden konnte. Diese wurde 1999 abgeschlossen und war deutlich ausführlicher als alles Bisherige; neben der Dokumentation älterer, auch eigener Inszenierungen berichtet Aeschlimann von einer vor Studierenden des Lehreramts im Jahr 1998. Seit 2005 lehrte er an der Pädagogischen Hochschule Bern, wo er 2017 als Professor in den Ruhestand ging.
Als Aeschlimann seine Dissertation abschloss, lief bereits eine zweite bei Berg und Klafki, die die Kerze zum tragenden Thema hatte: Dirk Rohde inszenierte das Lehrstück an der Freien Waldorfschule in Marburg; als Fachlehrer im Waldorf-Sinne hatte er die Möglichkeit, das Lehrstück im Epochenunterricht sehr kompakt, also ohne Verteilung auf wenige Stunden innerhalb vieler Wochen, zu inszenieren. Andererseits findet der Fachunterricht erst ab der 9. Klasse statt, für die er die Kerze inszenierte. Für ihn standen die chemischen Kreisläufe deutlich im Fokus, und er verlängerte das Stück um eine chemisch ausführliche Behandlung des Kohlenstoffkreislaufs.

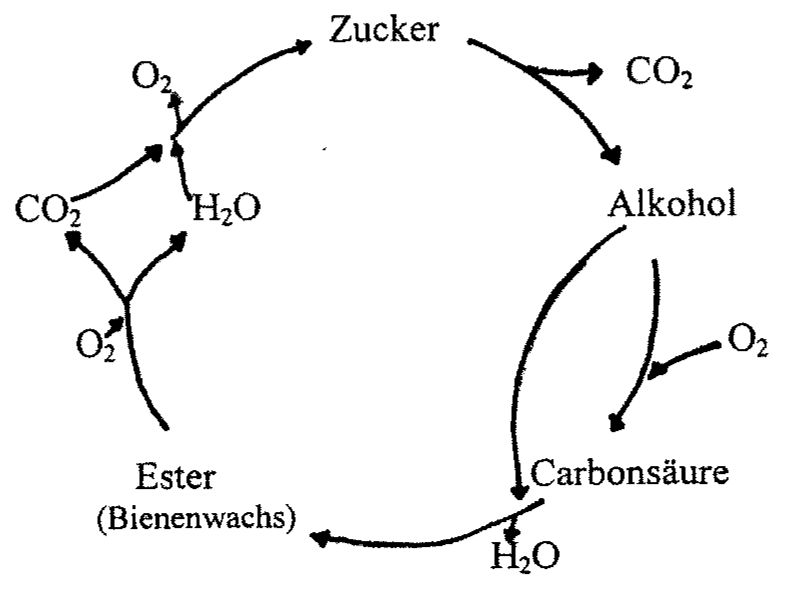
Schematischer Kohlenstoffkreislauf mit Bienenwachs als Beispiel für Esterverbindungen (aus Rohde 2003)

Rohde schloss seine Dissertation 2003 ab. Zu dieser Zeit war Susanne Wildhirt, zuvor maßgeblich beteiligt am Hauptwerk Berg/Schulze (1995), Co-Leiterin (neben Berg) der kollegialen Lehrkunstwerkstatt im Kanton Thurgau, wo das Lehrstück für verschiedenste Klassen und Lehrende (neben Wildhirt: Annemarie Hensinger, Markus Koller, Adrian Spirgi, Ulrike Bühler, Andreas Suhner und Regula Schaufelberger) ausdekliniert wurde. Wildhirt promovierte schließlich 2007 bei Berg und Klafki und prägte die heute gängigste Inszenierung in einer 5. Klasse des Gymnasiums in Michelstadt im Odenwald; seit 2005 lehrt sie an der Pädagogischen Hochschule Luzern, inzwischen als Professorin.

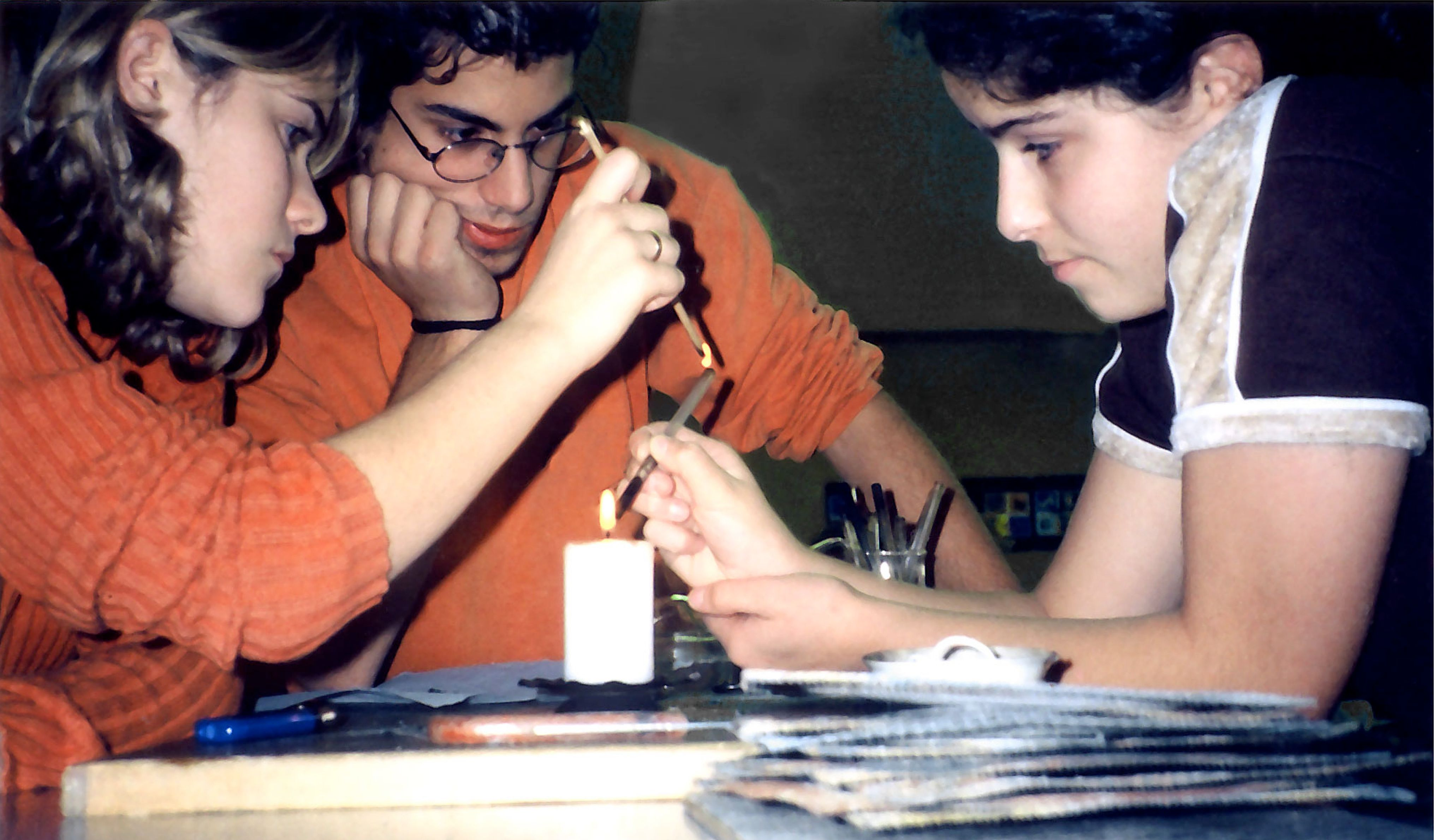
Kreuzlinger Schülerinnen und Schüler beim Erzeugen der „Tochterflamme“, (Annemarie Hensinger)

Die Anzahl der Inszenierungen ist inzwischen schwer überschaubar; an der Elisabethschule Marburg fand noch 2017 regelmäßig eine Inszenierung vor Studierenden des Berg-Seminars der Philipps-Universität Marburg durch die Chemielehrerin Astrid Höhle und ihren Ehemann, den bei Hans-Jürgen Stöckmann promovierten Physiklehrer Bernd Köber, statt.
Waren die ersten Inszenierungen noch rein in Unterrichtsstunden gegliedert gewesen, so ist seit Areschlimanns Dissertation eine Gliederung in Akte vorgesehen, wobei Wildhirt die beiden mittleren Akte Aeschlimanns (Warum leuchtet die Kerzenflamme? / Was entsteht bei der Verbrennung?) miteinander verschmilzt. Seit Rohdes Dissertation steht sowohl für den letzten Akt als auch für das Stück an sich das Fragenpaar „Woher? – Wohin?“ im Zentrum. Jeder Akt hat seine eigene organisierende Sogfrage:
- „Was brennt eigentlich bei einer Kerze – das Wachs oder der Docht?“ (Physische Kerze)
- „Was lässt die Kerze leuchten?“ (Chemische Kerze)
- „Woher kommt die Kerze, wohin geht sie?“ (Biologische Kerze)

Es ist üblich geworden, die Sogfrage des 3. Aktes in einer eher spirituellen Ouvertüre vorab zu stellen und später, nach den gewonnenen Erkenntnissen aus Physik, Chemie und Biologie, nochmals von höherer Warte aus zu beleuchten. Aeschlimann schlägt für den Ausklang eine Geschichte und schließlich Friedrich Nietzsches Gedicht Ecce homo vor.
Ob und inwiefern Faraday als Person auftritt, ist nicht zuletzt von der verantwortlichen Lehrkraft abhängig. Wildhirt hat in ihrer Inszenierung auch Schüler, die Thesen formulieren wollten, in die Rolle des Forschers schlüpfen lassen, was allerdings etwas inkohärent ist.

## Das Lehrstück
Das folgende Lehrstückportrait richtet sich in seiner Chronologie in der Hauptsache nach der gängigsten Inszenierung durch Susanne Wildhirt, von der auch die Illustrationen stammen, enthält aber diverse Varietäten anderer Inszenierungen, insbesondere der von Aeschlimann. Das Lehrstück ist auf rund 20 Unterrichtsstunden ausgelegt.

### Ouvertüre

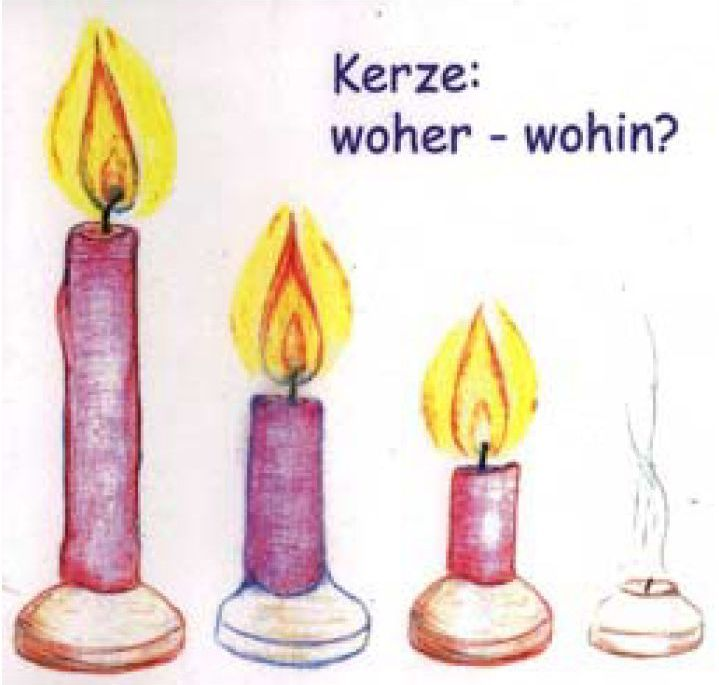
Woher? Wohin?

Das Lehrstück beginnt in der spirituell inspirierenden Stimmung eines abgedunkelten Raumes, in dem vier stufenförmig geordnete Kerzen brennen, die bereits unterschiedlich stark abgebrannt sind. Die Schüler sind aufgefordert, innezuhalten, sich gleichzeitig die Flammen genau anzuschauen. Wie werden Kerzen eigentlich gemacht? Und was ist aus ihnen geworden, wenn sie abgebrannt sind?
Symbolisch stehen im Raum Gläser mit Erde, Wasser, Luft und „Licht“. 
In der nächsten Stunde fehlen die Kerzen und es ist Aufgabe der Schüler, aus der Erinnerung heraus eine Kerze zu zeichnen. Wo strahlt welche Farbe? Erst nach dem Zeichnen können wir die Erinnerungskerzen mit brennenden vergleichen, was den Blick noch einmal schult.

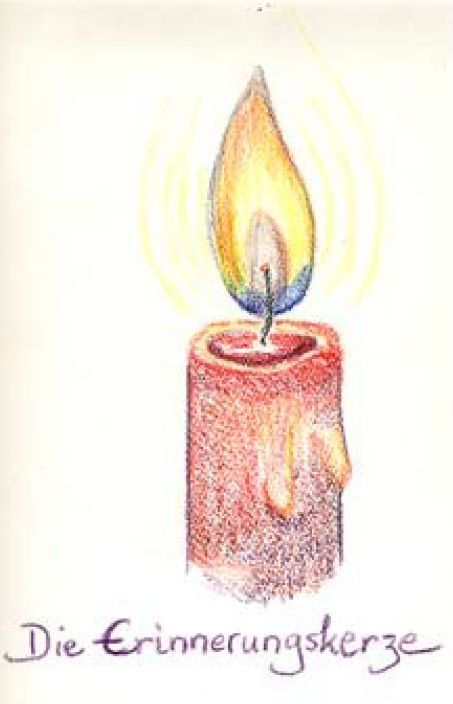
Die Erinnerungskerze

Erst danach wird die Person Michael Faraday vorgestellt, der mit seinen eigenen Worten zum ersten Akt überleitet:

„Schon bei einer früheren Gelegenheit wählte ich die Naturgeschichte einer Kerze zum Thema meines Vortrags, und stünde die Wahl nur in meinem Belieben, so nähme ich dieses Thema wohl jedes Jahr zum Ausgang meiner Vorlesungen, so viel Interessantes, so mannigfache Wege zur Naturbetrachtung im Allgemeinen bietet dasselbe dar. Alle im Weltall wirkenden Gesetze treten darin zu Tage, und schwerlich möchte sich ein bequemeres Thor zum Eingang in das Studium der Natur finden lassen.“

### Die physische Kerze

#### Flammensprung
Eine soeben ausgeblasene Kerze lässt sich bereits aus einigen Zentimetern Entfernung zum Docht wieder anzünden. Nachdem die Schüler das Phänomen gesehen haben, versuchen sie sich selber daran. Was passiert da eigentlich, wie muss man vorgehen? Und hilft uns das beim Aufschluss, was da eigentlich brennt? Demzufolge kann Wachs fest, flüssig und gasförmig vorkommen – also in allen klassischen Aggregatszuständen.

#### Flammenmeer

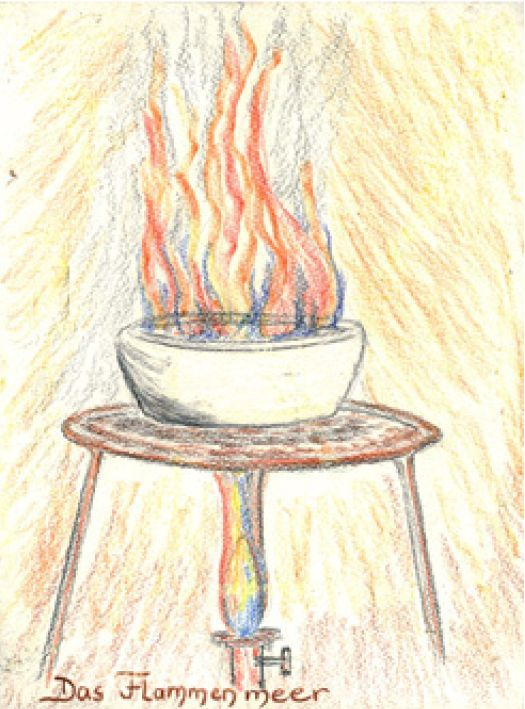
Das Flammenmeer

Augenscheinlich ist es Wachsdampf, der brennt. Ein Baumwolldocht allein vermag nur schwach zu glimmen. Und ein Wachsmeer? Tatsächlich lässt sich ein Gefäß mit Wachs, das hinreichend erhitzt wurde, zu einem „Flammenmeer“ entzünden. Die Rolle des Dochtes wird klar, wenn man einen Kaffeefilter beobachtet, wie er sich vollsaugt. Die Kapillarkraft, die hier das flüssige Wachs nach oben zieht, sorgt auch dafür, dass das Laubwerk hoher Bäume an das von den Wurzeln aufgesaugte Wasser kommen. 

#### Flammentanz
Und wie sieht es im Inneren der Flamme aus? Tatsächlich lässt sich mit einem knapp über dem Docht waagerecht platzierten Drahtgitter die Flamme mehr oder minder „aufschneiden“. Führt man es von oben ein, bricht die Flamme am Gitter ab und man kann von oben den Flammenkern, einen Kelch mit hohlem Zentrum, sehen. Weiter oben kann man den Dampf wieder zu einer tanzenden Flamme entzünden; führt man das Gitter langsam und vorsichtig von der Seite ein, verbleibt sogar ohne zusätzliches Entzünden die „tanzende“ obere Flamme, die man wieder nach unten wieder mit der Hauptflamme verbinden kann und die beim Anheben des Gitters immer höher schwebt, bis sie sich schließlich auflöst.

#### Tochterflamme
Führt man ein Glasröhrchen ins Innere der Flamme, kann man an ihrem oberen Ende eine „Tochterflamme“ entzünden. Auch lässt sich Wachsdampf in ein Gefäß ableiten und über der Flamme ausgießen, sodass eine Stichflamme entsteht. Brennfähig ist der Wachsdampf nur, wenn ihn hinreichend Raumluft umgibt. Auch die Kerze selber lässt sich „ersticken“.

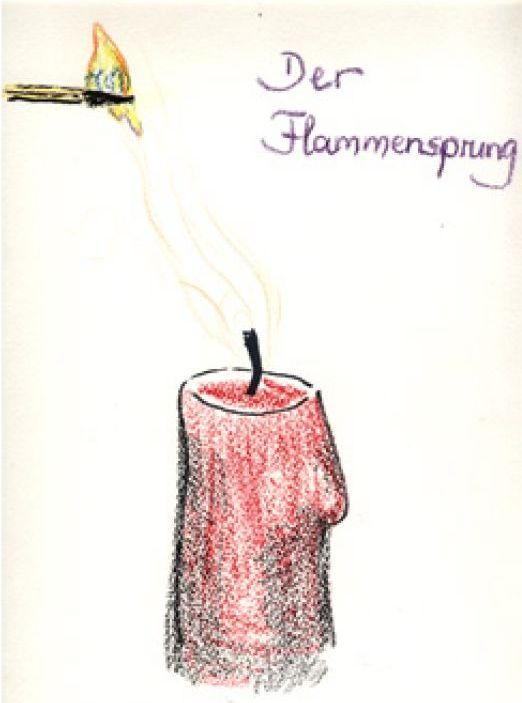
Der Flammensprung
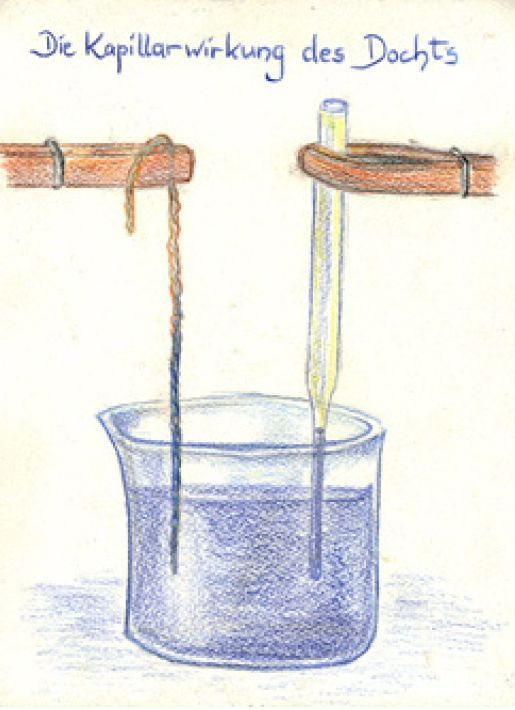
Die Kapillarwirkung des Dochts
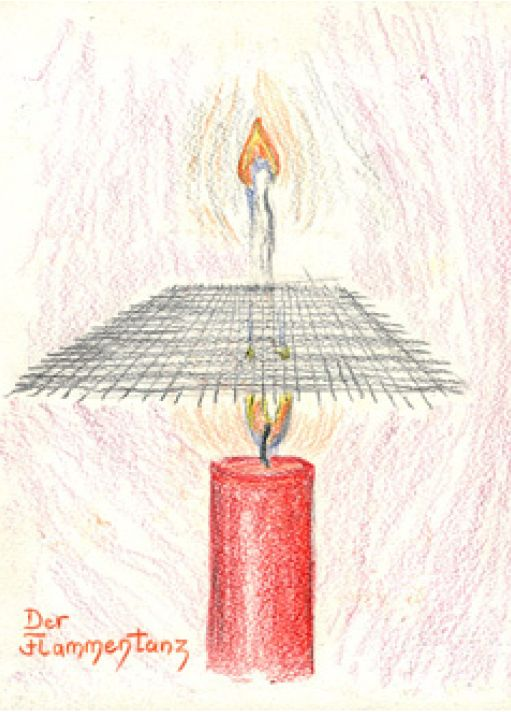
Der Flammentanz
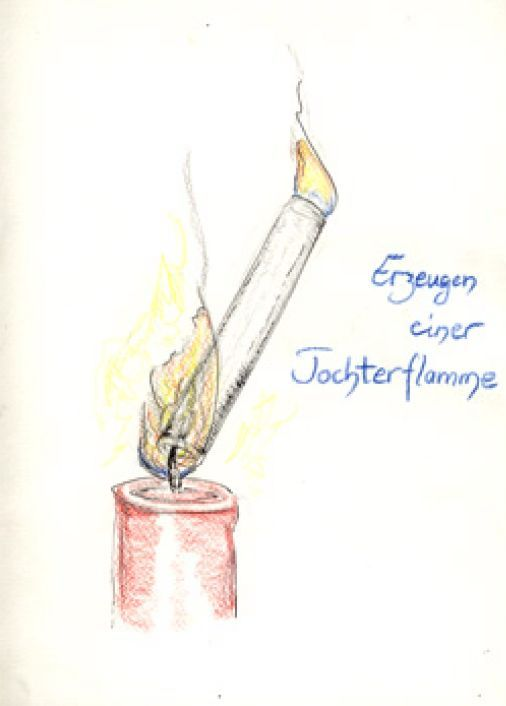
Die Tochterflamme
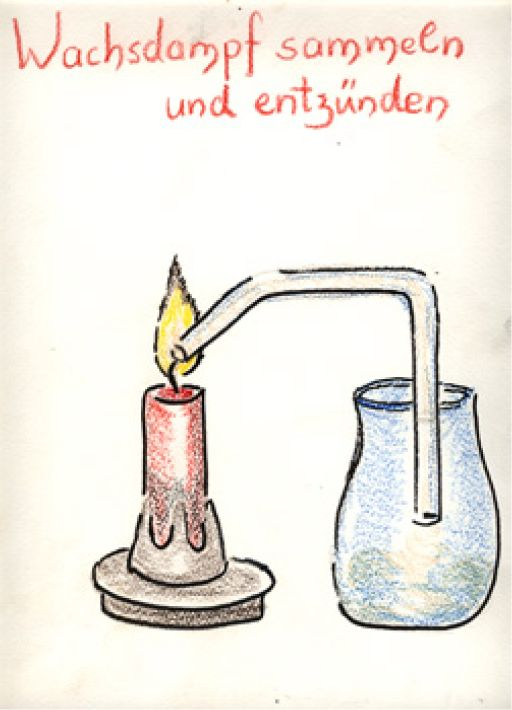
Wachsdampf sammeln

Damit ist über die Physik der Kerze schon so einiges erforscht und das Leuchten der Flamme tritt in den Vordergrund:

„Es ist von Wichtigkeit für uns, den Zustand kennen zu lernen, in welchem sich die Kerzenmasse zuletzt an dem Punkte befindet, wo sich in der Flamme eine so wunderschöne Erscheinung zeigt, wie sie bei keinem anderen Vorgang zu beobachten ist. Wir kennen die prunkende Schönheit des Goldes und des Silbers, das noch schönere Schimmern und Glitzern von Juwelen wie der Rubin und der Diamant – aber nichts rivalisiert mit der brillanten Schönheit einer Flamme. Welcher Diamant kann so hell funkeln wie die Flamme? Sein Leuchten zur Nachtzeit verdankt er nur eben dieser Flamme, die ihn bescheint. Die Flamme erleuchtet die Finsternis – das Licht des Diamanten aber ist ein Nichts, es ist erst da, wenn der Strahl einer Flamme auf ihn fällt. Die Kerze allein leuchtet für sich selbst und durch sich selbst, für Die, welche ihre Bestandtheile zueinander geordnet haben!“

### Die chemische Kerze

#### Schwarzer Ruß aus weißer Kerze
Viele haben die Erfahrung gemacht: Stört man den Brennvorgang der Kerze, so rußt sie. Und zwar immer schwarz, egal welche Farbe die Kerze hat. Durch naheliegende Versuche kann man sogar feststellen, dass sie ringförmig rußt, im Flammenkern nicht. Schaut man genau hin, so erkennt man, dass die gelbe Flamme rußt, die blaue nicht.
Projiziert man die Kerzenflamme an eine Wand, so erkennt man, dass der Flammenkern durchsichtig ist und der Mantel – wo ja der Ruß entsteht – einen deutlichen Schatten wirft. Hier muss also etwas mit dem Ruß geschehen. Ist er für das Leuchten verantwortlich?
Beim Ausblasen wirft plötzlich auch der Kern der Flamme einen Schatten. Aus dem durchsichtigen Wachsdampf wird weißer Wachsnebel – genau der Nebel, den wir beim Flammensprung entzünden konnten.

#### Feuerwerk

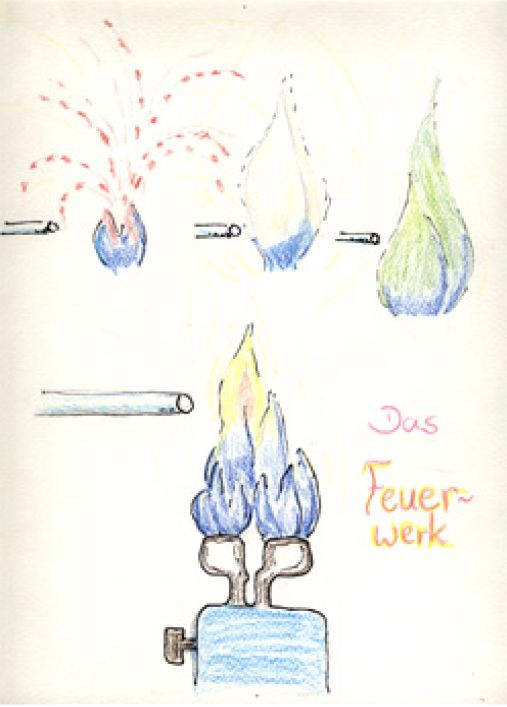
Das Feuerwerk

Ein Bunsenbrenner leuchtet deutlich weniger hell als eine Kerze, wenn man die Zufuhr an Luft und damit an Sauerstoff erhöht, wird aber deutlich heißer. Offenbar stehen die verschiedene Farben auch für Zonen bestimmter Temperatur.
Nacheinander werden Späne aus Aluminium, Eisen, Magnesium und Kupfer in eine Bunsenbrennerflamme geblasen. Alu leuchtet weißgelb, Eisen rötlich gelb, Magnesium weiß in Sternchen und Kupfer grün. Bläst man hingegen Ruß ein, so leuchtet der Brenner in den warmen Farben einer Kerze. Offenbar ist es brennender Ruß, der unsere Kerze leuchten lässt. Indes verschwindet der Ruß bei ungestörter Verbrennung wieder, ist also wohl nur ein Zwischenprodukt der Verbrennung. Er entsteht aus Wachsdampf, aber wo geht er hin?
An dieser Stelle lohnt es, innezuhalten und anschließend die spontanen Gedanken auszutauschen. Dem Menschen ist in der Regel unwohl bei dem Gedanken, dass Dinge ins Nichts entschwinden. Erst Antoine Laurent de Lavoisier konnte den scheinbaren Widerspruch im 18. Jahrhundert befriedigend auflösen.

#### Feuerwasser
Zwar kann man nicht sehen, was aus dem Ruß wird, aber es muss etwas in der Raumluft sein. Lässt sich das auffangen?
Hält man ein Glas schräg über die Kerze, beschlägt es, und zwar ähnlich wie durch den Dampf kochenden Wassers eine Brille. Ist das ein Anhaltspunkt? Und wie könnte man entstehende Thesen belegen?
Mit einer Pumpe lässt sich die Luft über der Flamme absaugen und einem U-Rohr mit Kühlfalle zuführen. Nach einiger Zeit entsteht dort eine nennenswerte Menge einer klaren Flüssigkeit. Sie hat denselben Siedepunkt wie Wasser und auch andere mögliche Analysen zeigen, dass es sich in der Hauptsache um Wasser handelt. 
Entsteht wirklich nichts außer Wasser? So ganz schlüssig will das nicht erscheinen. Letztlich kann man sich klarmachen, dass die Kühlfalle ja nicht auf alle Gase gleich wirkt.

#### Kohlenluft

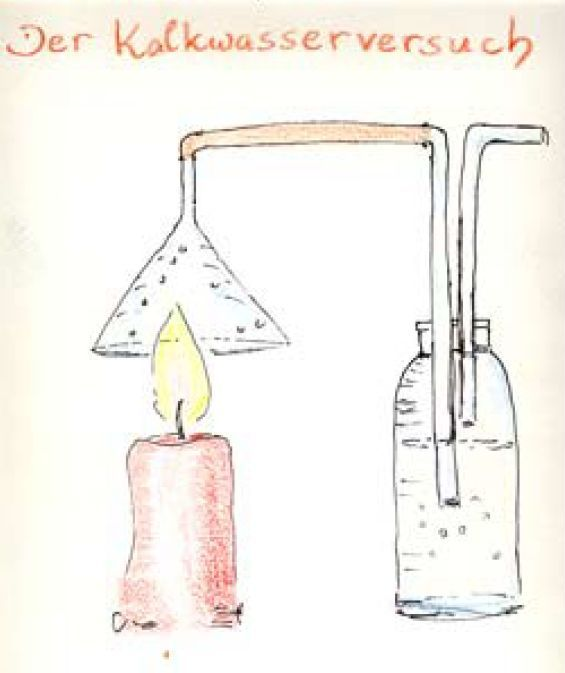
Kohlenluft

Leitet man den Luftstrom über der Flamme in Kalkwasser, so erfährt dieses sogleich eine milchige Trübung. Die gleiche Trübung tritt ein, wenn wir unsere Atemluft hereinblasen, jedoch durch Raumluft nicht merklich. Die Flamme „atmet“ also ähnlich wie wir Menschen. Ein Versuch mit reinem Kohlendioxid ergibt eine analoge Trübung. Den Begriff hat wohl jeder Schüler schon einmal gehört; nunmehr füllt er sich etwas mit Inhalt.
Aus Wachs – oder anderen „Feuerstoffen“ – und Sauerstoff entsteht Ruß, der schließlich zu Kohlendioxid wird, und Wasser. Je nach Klassenstufe lassen sich an dieser Stelle auch die chemischen Formeln aufstellen.

#### Mengenverhältnisse
Aus einer 80 g schweren Kerze entstehen als Zwischenprodukt 50 g Ruß und als Endprodukt gar 90 g Wasser(dampf). Diese Produkte sind zusammen also deutlich schwerer, als es die Kerze gewesen war. Diese Mengen werden symbolisch in Reagenzgläsern nebeneinander gestellt.

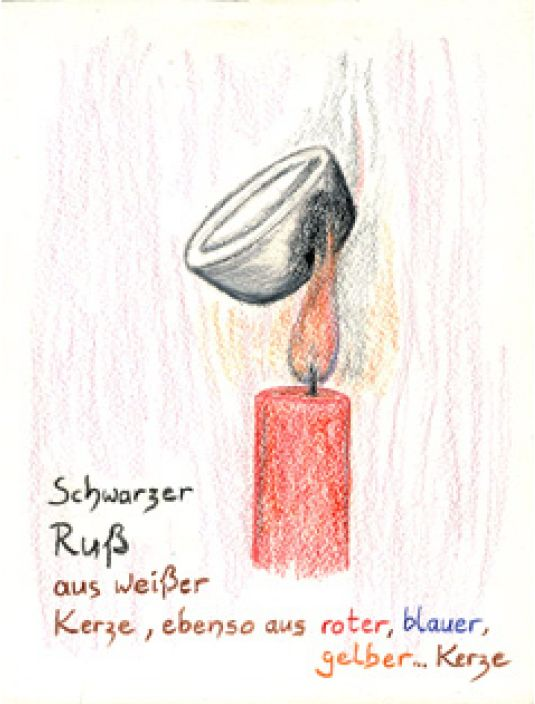
Schwarzer Ruß aus weißer Kerze
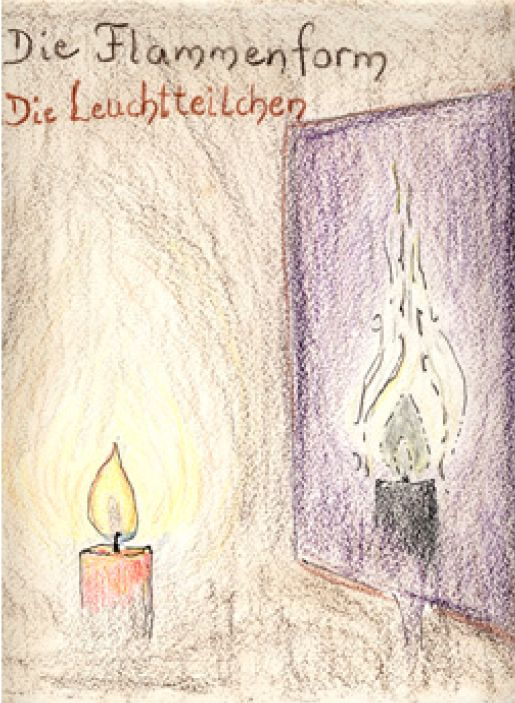
Projektion der Flamme
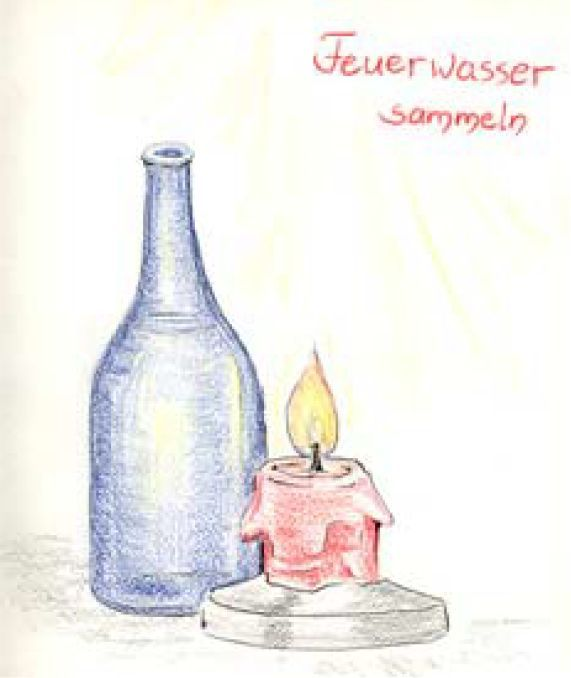
Feuerwasser
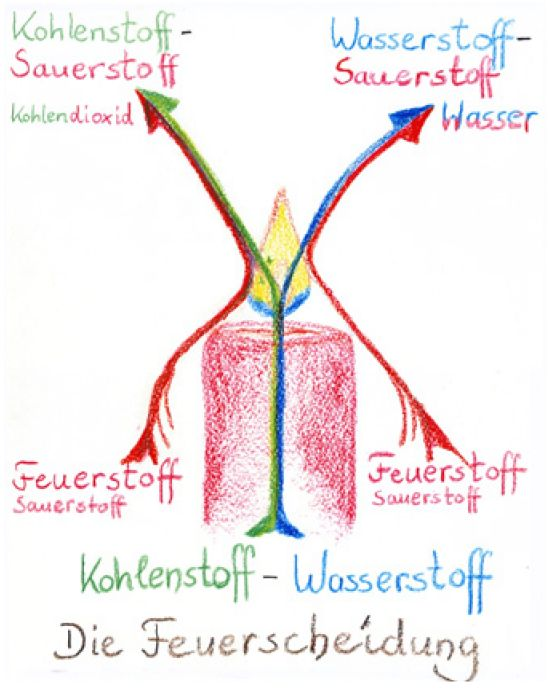
Die Feuerscheidung
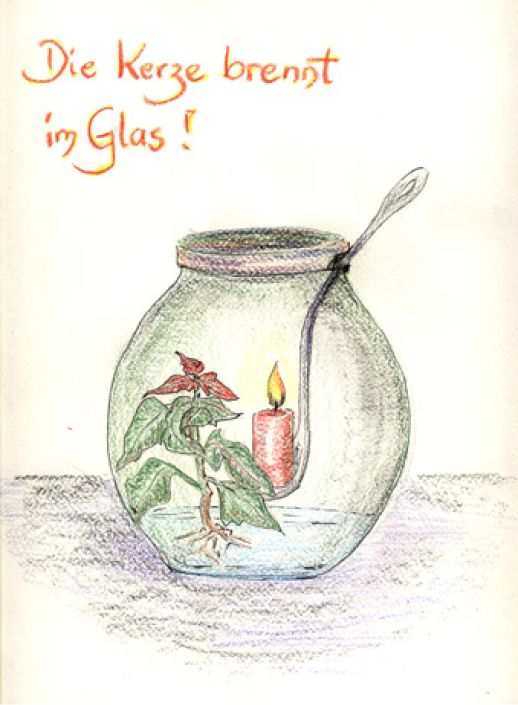
Die Kerze brennt im Glas mit Grünpflanzen

Die Tatsache, dass Menschen und Kerzen ähnliche Produkte „ausatmen“ und einige andere Analogien führten Faraday zu einem Schluss, der aus heutiger Sicht für das Jahr 1860 recht progressiv anmutet, der jedoch heute längst den Weg in unseren täglichen Sprachgebrauch gefunden hat obgleich fraglich ist, ob es der Schüler bislang in seiner Tiefe wie Faraday verstanden hatte oder es nur als Metapher empfunden:

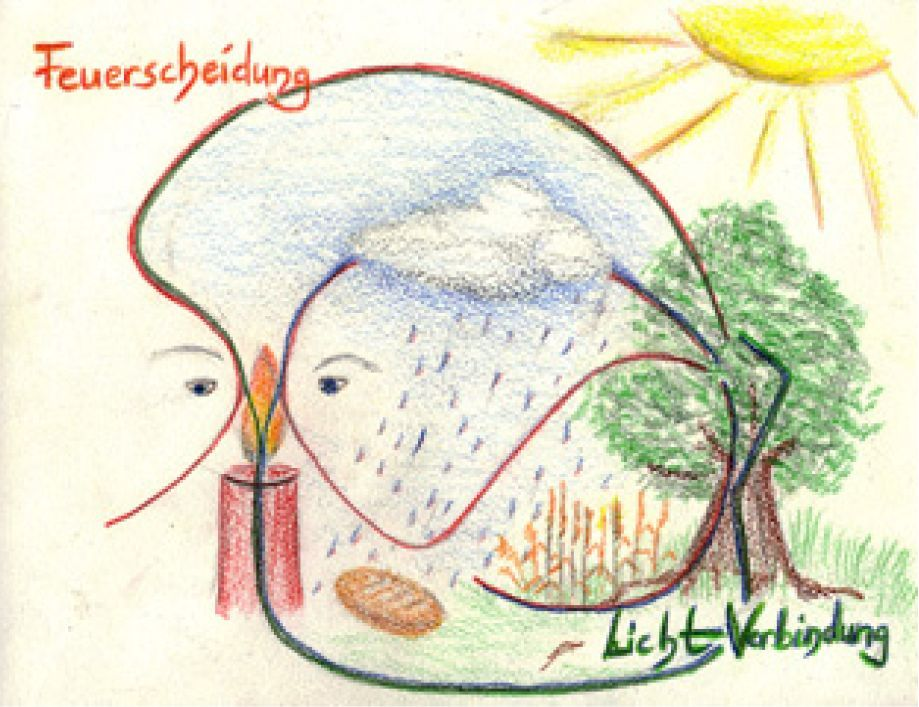
Mensch und Kerze im Kreislauf der Feuerscheidung

„Wir haben nun die Kohlensäure also kennen gelehrt von ihrer ersten Quelle, der Kerze, an und dann in ihrer wichtigsten physikalischen Eigenschaften, besonders in ihrer Schwere, und bei unsrer nächsten Zusammenkunft denke ich Euch zu zeigen, woraus sie besteht, und woher sie ihre Elemente nimmt. (...) Ich will eine Vergleichung anstellen zwischen der Verbrennung unserer Kerze und jener lebendigen Art von Verbrennung, die in unserem Körper vorgeht. Ja, in uns Allen findet ein lebendiger Verbrennungsprozeß statt, ganz ähnlich dem der Kerze. Die Vergleichung des menschlichen Lebens mit einer Kerze ist nicht nur im poetischen Sinne richtig; wenn Ihr mir folgen wollt, denke ich es Euch deutlich machen zu können, daß sie auch naturwissenschaftlich berechtigt und begründet ist.“

### Die biologische Kerze
Die chemische Kerze hat uns klargemacht, dass keine Stoffe verloren gehen, sondern dass sie nur andere Verbindungen eingehen. Nimmt man nun Faradays letztes Zitat ernst, hieße das, dass, durch die dort lebenden Menschen und Tiere, auf der Erde schon seit Jahrtausenden Verbrennungen stattgefunden hätten, die die Zusammensetzung innerhalb der Atmosphäre nachhaltig geändert haben sollte. Hier lohnt sich ein Innehalten, um genetisch zum Schluss zu kommen, dass es parallel andere Vorgänge geben müsse, die dafür sorgten, dass die Zusammensetzung dennoch konstant, im Gleichgewicht, bliebe.

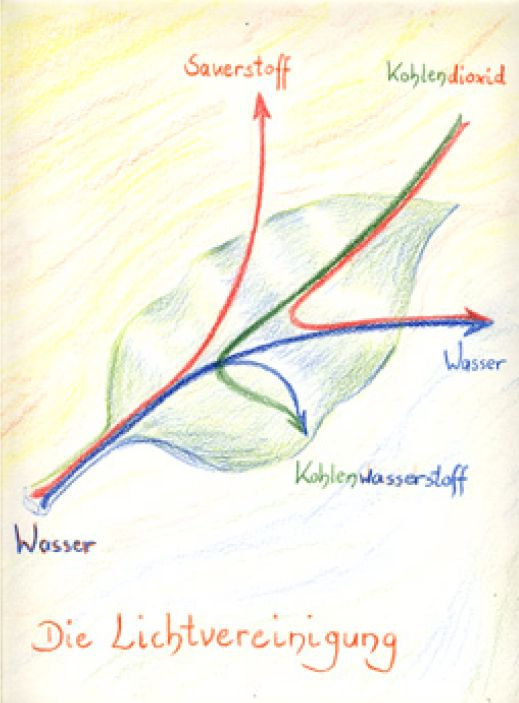
Die Lichtvereinigung im grünen Blatt

Viele Schüler haben schon gehört, dass Grünpflanzen Kohlendioxid in Sauerstoff umwandeln und dass das Abholzen der tropischen Regenwälder mitverantwortlich für den Klimawandel ist. Wir erhöhen durch den starken Einsatz von Verbrennungsmotoren ständig den Kohlendioxidgehalt unserer Erdatmosphäre und reduzieren gleichzeitig die Lebewesen, die diesen Gehalt in natürlicher Weise senken und dies bis ins 19. Jahrhundert auch konstant und problemlos geschafft hatten. Der Pyrolyse steht die Photosynthese gegenüber und im (bei zu starker Störung durch den Menschen nicht mehr vorhandenen) Idealfalle innerhalb der Atmosphäre mit ihr im Gleichgewicht. 
Man kann die Rolle der Grünpflanzen darin sogar experimentell mit einfachen Mitteln bestätigen. Eine Kerze brennt in einem Glas, in dem eine Pflanze einen Tag lang mit Wasser in der Sonne gestanden hatte, ähnlich lang (wenngleich nur wenige Sekunden) wie in einem Glas mit Frischluft, während sie in Kohlenluft sogleich erlischt. Und auch hier haben Erde, Wasser, Luft und Licht ihre speziellen Rollen.
Insgesamt ist der „biologische“ Akt etwas weniger experimentell als die beiden vorherigen. An die Stelle der Experimente rücken viele anschauliche Materialien, die in die Grundlagen der Ökologie einführen und die Schüler besonders sensibilisieren. Der Kohlenstoffkreislauf und die Rolle von Kohlenhydraten in unserer Ernährung werden deutlich:

„Und so sehen wir denn Alles sich regen zu dem einen großen Werke, die beiden lebendigen Reiche der Schöpfung einander dienstbar zu machen. Alle Bäume, Sträucher und Kräuter der Erde nehmen Kohlenstoff auf; sie nehmen ihn durch die Blätter aus der Luft, in die wir und alle Thiere ihn in Gestalt von Kohlenluft entsendet haben, und sie wachsen und gedeihen darin. Gebt ihnen ganz reine Luft, wie sie uns am dienlichsten ist – sie werden dahinwelken und absterben; gebt ihnen Kohlenluft, und sie werden wachsen und sich wohlbefinden. Alle Kohle im Holz und in den Pflanzen stammen aus der Atmosphäre, welche die Kohlenluft aufnimmt, die uns schädlich, jenen aber nützlich ist – was dem Einen den Tod brächte, dem Andern bringt es Leben. Und so sehen wir Menschen uns abhängig nicht nur von unseren Nebenmenschen, sondern abhängig von aller Mitkreatur, sehen uns mit dem All der Schöpfung zu einem großen Ganzen verbunden durch die Gesetze, nach denen jedes Glied zum Heile der anderen lebet und webet und schafft.“

### Das Finale

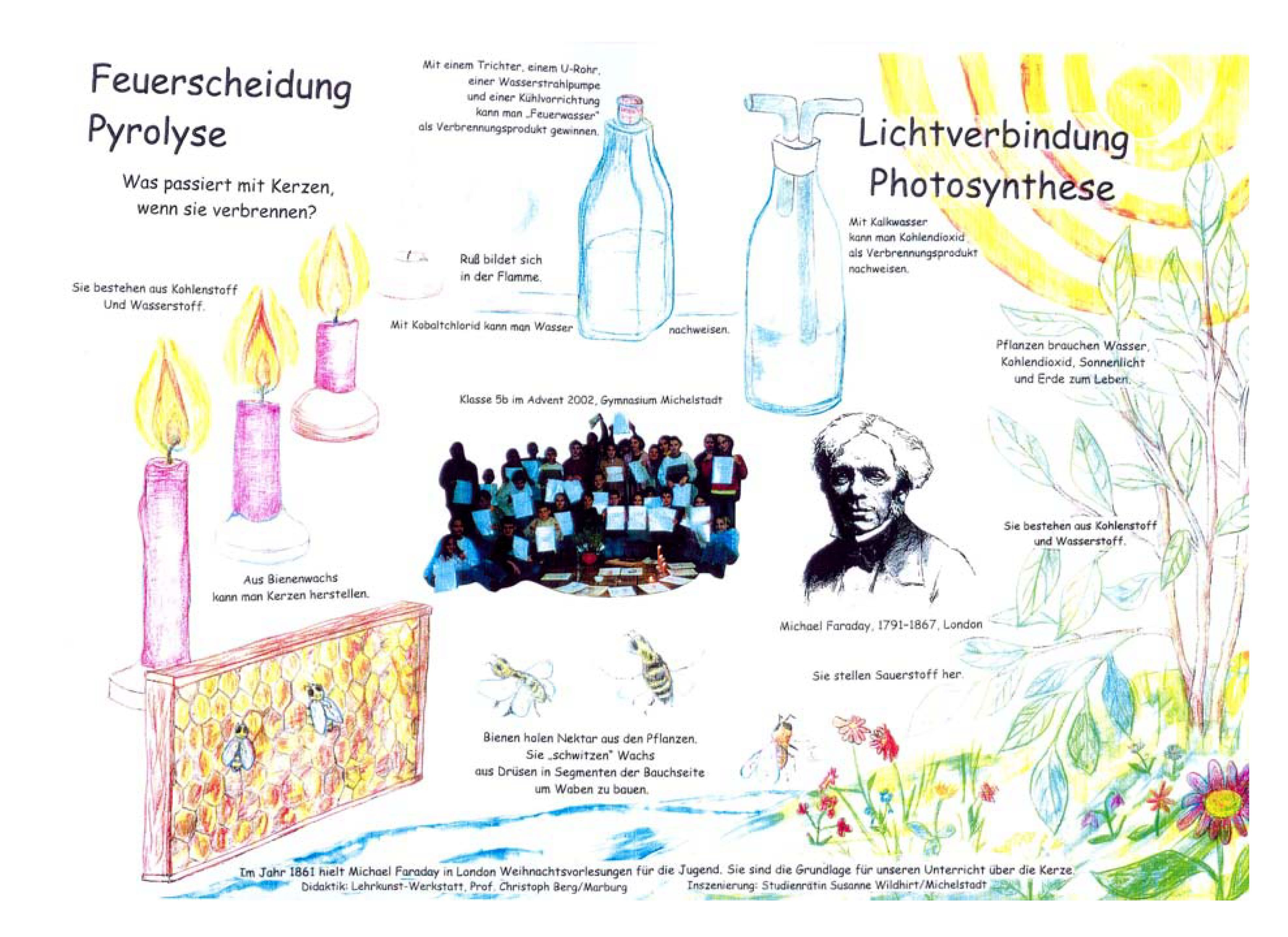
Denkbild zu Faradays Kerze (Susanne Wildhirt)

Zum Ausklang verarbeiten die Lernenden ihre Eindrücke und gewachsene Erkenntnisse in einem Denkbild in Form eines Plakats. Auch Texte und Gedichte können verfasst werden – und natürlich können auch Gedichte und Geschichten zitiert werden.
Selbst ein Friedrich Nietzsche hatte sich bereits eingehend mit der Materie beschäftigt:

„Ecce homo
Ja! Ich weiss, woher ich stamme!
Ungesättigt gleich der Flamme
Glühe und verzehr ich mich.
Licht wird alles, was ich fasse,
Kohle alles, was ich lasse:
Flamme bin ich sicherlich.“

Das letzte Wort behält indes Michael Faraday, dessen Schlusssatz kaum weniger poetisch anmutet:

„Und so wünsche ich Euch denn zum Schluss unserer Vorlesung, dass Ihr Euer Leben lang den Vergleich mit einer Kerze bestehen möget, dass Ihr wie sie eine Leuchte sein möget für Eure Umgebung, dass Ihr in allen Euren Handlungen die Schönheit einer Kerzenflamme widerspiegeln möget, dass Ihr in treuer Pflichterfüllung Schönes, Gutes und Edles wirket für die Menschheit.“

## Didaktische Analysen
Das Lehrstück Faradays Kerze ist in den drei Dissertationen, in denen es Gegenstand ist, recht intensiv als solches analysiert worden – womit diese Analysen natürlich aus der Binnensicht der Lehrkunstdidaktik erfolgt sind. Gleichwohl setzen sich diese Analysen kritisch mit dem Konflikt zwischen dem Anspruch der Disziplin und seiner konkreten Umsetzung im Lehrstück auseinander und geben z. T. wichtige Hinweise an inszenierende Lehrkräfte. 
Ueli Aeschlimann widmet dieser Thematik insgesamt 17 Seiten im Abschnitt Didaktische Analyse, bei Susanne Wildhirt sind es deren 10 im Abschnitt Kompositionsanalyse. Bei beiden nehmen die Ansprüche Wagenscheins und Klafkis einen gewissen Raum ein. Dirk Rohde verstreut seine Analysen etwas innerhalb der Darstellungen des Lehrstücks und vergleicht das Lehrstück überdies auch mit einem Unterrichtsentwurf von Eugen Kolisko zum Thema „Feuer“.

### Methoden-Trias
Aeschlimann stellt in seinen Betrachtungen Martin Wagenscheins Methoden-Trias an den Anfang, also, auch in der Reihenfolge, Genetisch–Sokratisch–Exemplarisch, um sich erst danach dem in der Lehrkunst das Sokratische ersetzenden bzw. einschließenden Dramaturgischen gesondert zu widmen. Zum Einstieg vergleicht er die Ausführungen zweier Standardwerke zur Chemie, Baars/Christen einerseits und Arni andererseits, zum Thema „Verbrennung“ mit dem Zugang des Lehrstücks. Er lenkt den Fokus auf den Begriff der „Einwurzelung“, dem Wagenschein, angelehnt an Simone Weil, eine besondere Bedeutung beimisst:

„Heutzutage kann ein Mensch den sogenannten gebildeten Kreisen angehören, ohne einerseits die geringste Vorstellung zu besitzen, worin das Wesen der menschlichen Bestimmung liegen könnte, oder andererseits etwa zu wissen, dass nicht alle Sternbilder zu jeder Jahreszeit sichtbar sind. Man ist gewöhnlich der Ansicht, ein kleiner Bauernjunge, der nur die Volksschule besucht hat, wisse darüber mehr als Pythagoras, weil er gelehrig nachplappert, dass die Erde sich um die Sonne dreht. In Wirklichkeit betrachtet er die Gestirne nicht mehr. Jene Sonne, von der im Unterricht die Rede ist, hat für ihn nichts gemein mit der Sonne, die er sieht. Man reißt ihn aus dem Allgesamt seiner Umwelterfahrungen heraus.“

Die chemische Betrachtung der Kerze ersetze die gefühlsmäßige nicht, sondern ergänze und bereichere sie im Sinne einer Einwurzelung. Dies könne nur geschehen, wenn das Wissen auf der Basis von Erkenntnis und nicht auf reiner Kenntnis vermittelt werde, wie es für den genetischen Unterricht allgemein und für das Kerzenlehrstück im Speziellen der Fall sei. Aeschlimann zitiert einen auch von Wagenschein gerne hervorgebrachten Aphorismus Georg Christoph Lichtenbergs:

„Wer nur Chemie versteht, versteht auch die nicht recht.“

Eine besondere Bedeutung misst Aeschlimann dem Phänomen, das die Eigenschaft habe, dass man über es „stolpere“, wie Wagenschein es mal genannt habe, bei. Diesbezüglich kritisiert er Theophels Inszenierung und hebt den „Flammensprung“ als Beispiel für ein solches Phänomen hervor. Dem Lehrer komme die Aufgabe zu, behutsam ein Sokratisches Gespräch zu moderieren, ohne aktiv den Erkenntnisprozess anzuheben.
Im Abschnitt zum Exemplarischen hält er als wichtiges Ziel fest, der Schüler müsse erfahren, was ein Modell sei, was es leiste und wo seine Grenzen lägen. Auch Reichweite und die Grenzen der
Betrachtung der Natur sollen erfahrbar gemacht werden.
Schließlich hebt Aeschlimann einen Aspekt hervor, der nur dann beim Schüler ankomme, wenn der Lehrende ihn behutsam hinführe: Er solle erfahren, „wie sich das technische (das erfindende) Denken von dem entdeckenden unterscheidet“. Wagenschein hatte die folgende Metapher benutzt:

„Entdecken heisst: Ich belausche ein neues wildes Tier, bis ich es kenne. Ich frage: „Wer bist Du?“ Erfinden heisst: Ich kenne nun das Tier und kann versuchen, es zu dressieren. Ich frage: „Willst Du wohl?““

Der Schüler müsse erkennen, dass der analysierte Gegenstand, die Kerze, bereits eine Erfindung ist, die erst gemacht werden konnte, als elementarere Phänomene entdeckt worden waren.
Im Abschnitt zum Dramaturgischen vergleicht Aeschlimann das Lehrstück mit Bertolt Brechts Theaterstück Leben des Galilei. Eine Problematik eines Lehrstücks sei, dass die Rollen der Schüler nicht vorbestimmt oder berechenbar seien. Man könne sich als Lehrer allerdings darauf verlassen, dass zentrale Gedanken immer von einem Schüler oder einer Schülerin geäußert würden. Den vom Autor und vom Regisseur beabsichtigten Reaktionen der Zuschauer im Theater entsprächen im Unterricht die vom Lehrer beabsichtigten Lernprozesse, die durch das Lehrstück initiiert würden.
Wildhirts Analysen in den entsprechenden Abschnitten sind insgesamt deutlich kürzer und weniger auf einer Metaebene angesiedelt; sie bestehen eher aus erklärenden Zuordnungen als aus ergänzenden Hinweisen. Die Kerze helfe insbesondere, „die eigene Stellung in der Natur zu verstehen“.

### Die Kerze – ein Menschheitsthema?
Rohde weist darauf hin, dass die Kerze für sich im Grunde kein Menschheitsthema sei, sondern allenfalls sei die menschliche Nutzung des Feuers eines. Auch weist er darauf hin, dass die Kerze innerhalb der christlichen Liturgie zwar eine herausragende Rolle gespielt habe, im Alltag der einfachen Menschen jedoch – für die Wachskerzen fast unbezahlbar waren – bis Ende des 19. Jahrhunderts keine wirkliche. Und auch unter den Reichen, die sich die Kerze leisten können, war ihre Hitze- und Rußentwicklung nicht unproblematisch. So mussten die Dochte, die sich damals noch nicht krümmten, regelmäßig von zuständigen Bediensteten, den sogenannten „Wachsschneuzern“, abgeschnitten werden, um die Rußzufuhr etwas einzudämmen. Rohde zitiert insbesondere Johann Wolfgang von Goethe:

„Wüßte nicht, was sie bessers erfinden könnten, als wenn die Lichter ohne Putzen brennten.“

Entscheidend herauszuarbeiten sei auch, dass die Kerze gerade zu den Umwandlungen, die ein Gleichgewicht in unserer Erdatmosphäre sicherstellen können, nicht fähig ist. Lebendige Stoffwechselvorgänge und viele andere den Lebewesen eigene Umwandlungen ließen sich an ihr eben nicht ableiten.

### Kategoriale Bildung
Der Zeitraum von Aeschlimanns Dissertation fiel bei Wolfgang Klafki mit den Jahren zusammen, in denen er sich vom kritischen Beobachter zum expliziten Förderer der Lehrkunst entwickelte. Im Jahr 1997 schrieb Klafki in dem von Hans Christoph Berg und Theodor Schulze herausgegebenen Buch Lehrkunstwerkstatt I aus halbkritischer Distanz den Beitrag Exempel hochqualifizierter Unterrichtskultur, in dem er den für sein Modell der kategorialen Bildung tragenden Begriff der epochaltypischen  „Schlüsselprobleme“ zu den eher kulturell orientierten „Menschheitsthemen“ abgrenzte:

„Die inhaltliche Substanz der Lehrkunstthemen ist als solche bisher nicht oder selten [und dann nicht zentral] konfliktbehaftet, umstritten, ambivalent, ggf. bedrohlich. Die ungelösten, umstrittenen Probleme der Gegenwart bleiben – einstweilen? – außerhalb des Themenkreises, die das Lehrkunstkonzept in das Gesichtsfeld junger Menschen rückt.“

Dabei stritt er den Menschheitsthemen ihre große Bedeutung nicht ab:

„Es ist oder wäre meines Erachtens fruchtlos, diese beiden Perspektiven [die kulturelle Tradition bei Berg/Schulze und die epochaltypischen Schlüsselprobleme bei Klafki, U.A.] gegeneinander auszuspielen, sie als unvereinbar zu erklären, damit also ihre theoretisch erweisbare, wechselseitige Ergänzungsbedürftigkeit zu leugnen.“

Aeschlimann weist darauf hin, dass in der nunmehr überarbeiteten Fassung des Kerzenlehrstücks nicht nur Menschheitsthemen, sondern eben auch Schlüsselprobleme im Fokus stünden, nämlich in Form des Problems Treibhauseffekt. In Theophels Inszenierung aus Berg/Schulze (1995) war dieses noch gar nicht im Fokus gewesen; dessen „biologische Kerze“ hatte sich auf eine einzige Unterrichtsstunde am Ende beschränkt und reichte letztlich nicht über Faradays Hinweise auf die Kreisläufe hinaus.
Wildhirt widmet der kategorialen Bildung Klafkis insgesamt 3 Seiten, und zwar im Abschnitt zur neu hinzugekommenen Lehrstückkomponente „kategorialer Aufschluss“. Darin dekliniert sie die von Klafki 1959 aufgestellten Kriterien kategorialer Bildung durch. Im Lehrstück kommen formale und materiale Bildungsaspekte zum Tragen, die Wildhirt den vier „Hauptrichtungen“ tabellarisch zuordnet.
Zum Aspekt „Kräftebildung und Sachverhalt-Methoden-Kongruenz“ schreibt sie insbesondere:

„Das Kerzenlehrstück hat einführenden Charakter und leistet im zweiten und dritten Akt hinsichtlich der Sensibilisierung für Fragen des ökologischen Gleichgewichts grundlegende Elementarbildung. Implizit vermittelt es die notwendige Einsicht und die gegebene Verantwortlichkeit der Menschen, mit (Roh-)Stoffen sorgsam umzugehen, Kohlendioxid nicht im Übermaß durch unkontrollierte Verbrennungsvorgänge in Haushalt, Verkehr und Industrie freizusetzen und damit die Lebensgrundlagen zu zerstören. Dies geschieht nicht im normativen Appell oder durch Darstellung eines ausser Kontrolle geratenen Ökosystems, sondern konstruktiv im Nachweis eines gelingenden Gleichgewichtzustands zwischen Pyrolyse und Photosynthese durch das an Robert Priestley angelehnte Photosynthese-Experiment.“